# Bivio
Bivio és un municipi del cantó dels Grisons (Suïssa), situat al districte d'Albula.

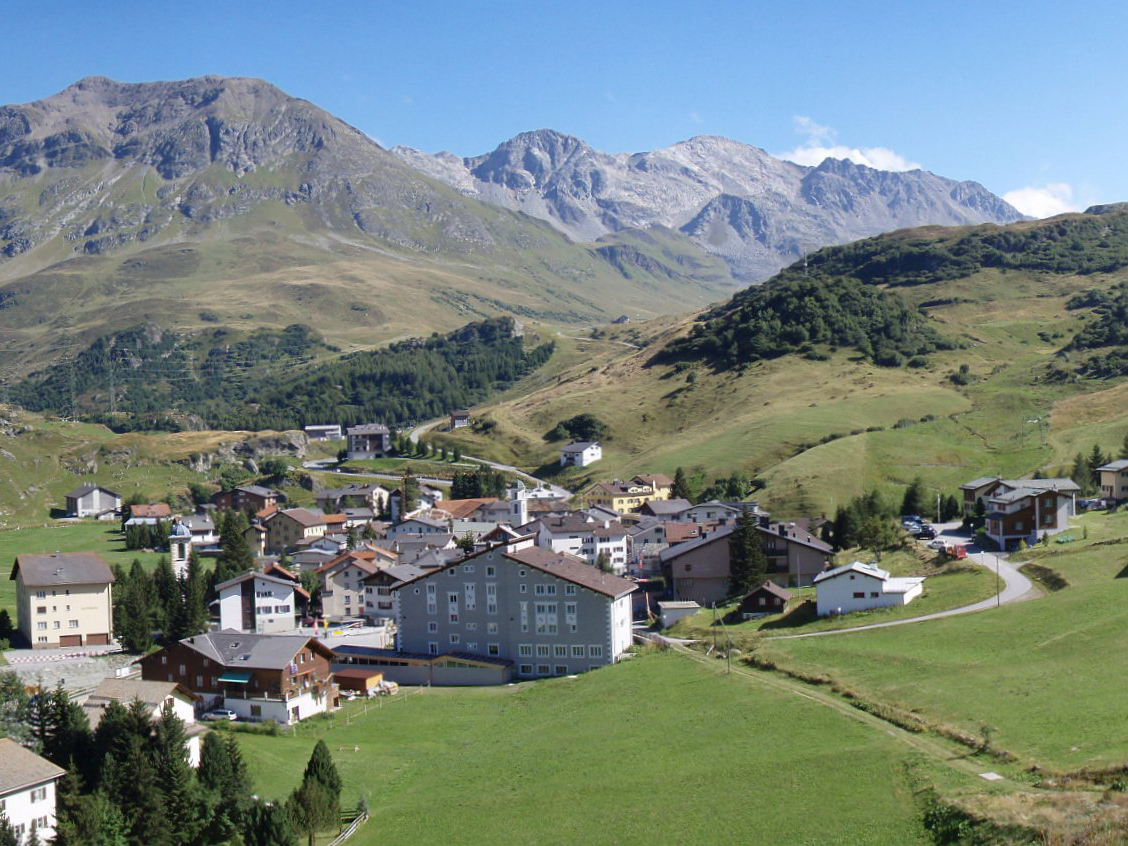
Vista de Bivio